# Арнщайн
 Тази статия е за града в Германия.  За благородническия род вижте Арнщайн (род).  
Арнщайн (на немски: Arnstein) е град в Саксония-Анхалт, Германия, с 6940 жители (31 декември 2014), създаден на 1 януари 2010 г. Намира се в Харц и на север близо до Ашерслебен.
Името на града идва от замък Арнщайн от 12 век в градската част Харкероде.